# Outward Bound (album)
Outward Bound è il primo album discografico di Eric Dolphy pubblicato nel 1960.

## Descrizione
Fu il primo album di Eric Dolphy come leader e fu la prima registrazione di Dolphy con il trombettista Freddie Hubbard con il quale collaborò fino al 1964.

## Tracce
1. G.W. – 7:54 (Eric Dolphy)
2. Green Dolphin Street – 5:42 (Bronislaw Kaper e Ned Washington)
3. Les – 5:11 (Eric Dolphy)
4. 245 – 6:48 (Eric Dolphy)
5. Glad to Be Unhappy – 5:26 (Rich Rodgers)
6. Miss Toni – 5:40 (Charles Greenlee)

## Formazione
- Eric Dolphy: sax alto, clarinetto basso e flauto
- Freddie Hubbard: tromba
- Jaki Byard: pianoforte
- George Tucker: basso
- Roy Haynes: batteria